# Parnasso in festa
Parnasso in festa, per li sponsali di Teti e Peleo ("Parnasso in celebration for the nuptials of Thetis and Peleus", HWV 73), di Georg Friedrich Händel, è una festa teatrale, una forma musicale chiamata anche "serenata", un tipo di Opera italiana ideata come intrattenimento per celebrare un'occasione festosa del re o dello Stato. Il lavoro fu scritto per celebrare il matrimonio di Anna, principessa reale e Guglielmo IV di Orange-Nassau. Parnasso in festa ha debuttato a Londra al King's Theatre il 13 marzo 1734 e fu ripetuta cinque volte. L'opera, tratta da un libretto di anonimo, fu un tale successo alla sua prima a Londra, che sebbene fosse stata concepita come uno spettacolo per una sola produzione, destinato al matrimonio reale, Parnasso in festa fu ripreso da Händel in diverse successive stagioni.

## Storia

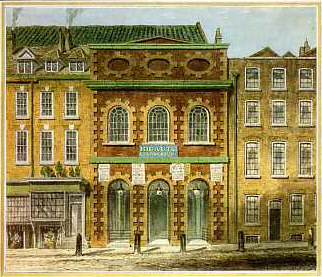
Il King's Theatre di Londra, Haymarket, dove Parnasso in festa fu eseguito per la prima volta

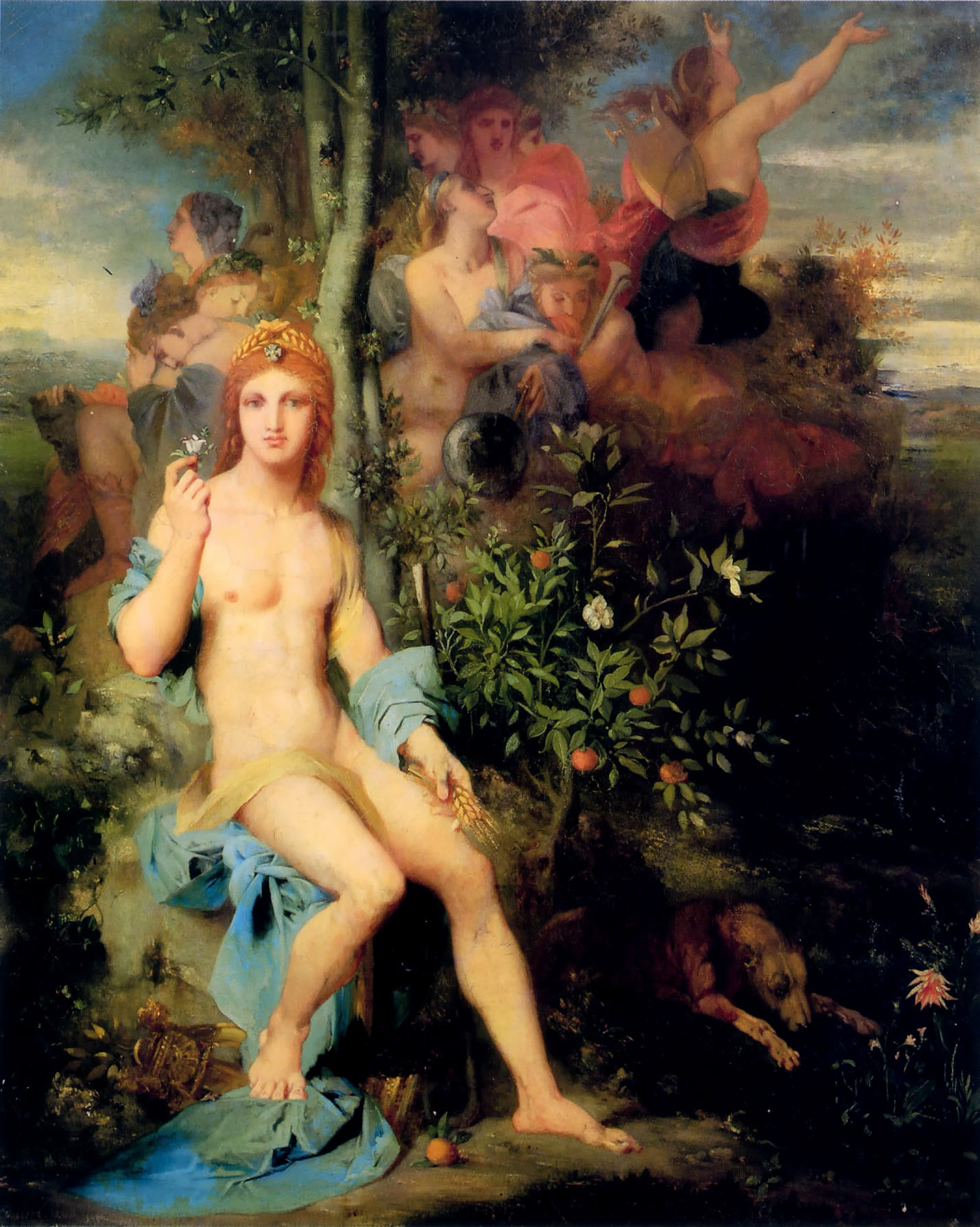
Apollo e le nove Muse di Gustave Moreau

Händel, tedesco di origine, era residente a Londra fin dal 1712 ed aveva raggiunto un grande successo come compositore di opere italiane. Aveva inoltre goduto della protezione dei monarchi Anna di Gran Bretagna, Giorgio I e Giorgio II e degli altri membri della famiglia reale e gli era stato affidato il compito di comporre brani musicali di diversa natura destinati ai servizi religiosi nelle cappelle reali o altre occasioni. Händel godeva di una relazione particolarmente stretta e intensa con Anna Principessa Reale, figlia maggiore di Giorgio II, che sovvenzionava le sue stagioni operistiche, era lei stessa un'ottima musicista ed alla quale Händel aveva anche impartito lezioni private, facendo un'eccezione nel suo caso, dato che non amava particolarmente insegnare.
Händel compose l'inno per il suo matrimonio, This is the day which the Lord hath made da testi biblici scelti dalla stessa Anna, inno che fu eseguito al suo matrimonio con Guglielmo IV, Principe di Orange nella cappella francese in St. James's Palace il 14 marzo 1734. La sera prima del matrimonio la principessa, il resto della famiglia reale e tutta la corte assistettero alla prima esecuzione di Parnasso in festa, composta da Händel per l'occasione prendendo spunto da un testo italiano di anonimo, al King's Theatre in Haymarket, dove di solito presentava le sue stagioni d'opera italiana e con gli stessi grandi cantanti che stavano allora interpretando la sua attuale opera di grande successo "Arianna in Creta".
A pochi giorni dalla prima rappresentazione, il quotidiano londinese The Daily Journal fece un articolo sull'aspettativa con cui era atteso questo componimento operistico in tre parti:
Parnasso in festa è l'unica "festa teatrale" o "serenata" di Händel a grandezza naturale, una forma popolare in Italia per celebrare matrimoni reali ed altre occasioni di stato festose, ma rara in Inghilterra. Dalla descrizione del giornale sopra indicato, si può vedere che c'era solo una scena, i cantanti erano in costume, ma probabilmente non si muovevano sul palcoscenico, e l'enfasi musicale era più sul divertimento e la varietà piuttosto che, come nelle opere, sulla profondità delle emozioni e sui sentimenti a volte tragici. Come nelle opere italiane di Händel i cori venivano eseguiti probabilmente dagli stessi solisti che cantavano insieme.
In Parnasso in Festa, Händel utilizzò gran parte della musica che aveva composto per l'oratorio inglese "Athalia", che era stato presentato a Oxford il 10 luglio 1733 "con grandi applausi". Riutilizzare la musica in questo modo, in particolare per un pubblico in un luogo diverso da quello dove era stato ascoltato la prima volta, era una pratica comune di Händel e di altri compositori dell'epoca. Charles Burney, musicologo del XVIII secolo, osservò a proposito di Parnasso in festa che la musica "era nuova alle orecchie della maggior parte di un pubblico Londinese e Händel, pur con tutte le ricchezze del suo genio e inventiva, era molto parsimonioso e aveva spesso trasformato e aggiustato le sue vecchie produzioni, come se avesse lavorato in assenza di idee nuove." Tuttavia, una parte sostanziale della musica di Parnasso in festa era nuova e appena composta appositamente per quel lavoro.

## Ruoli

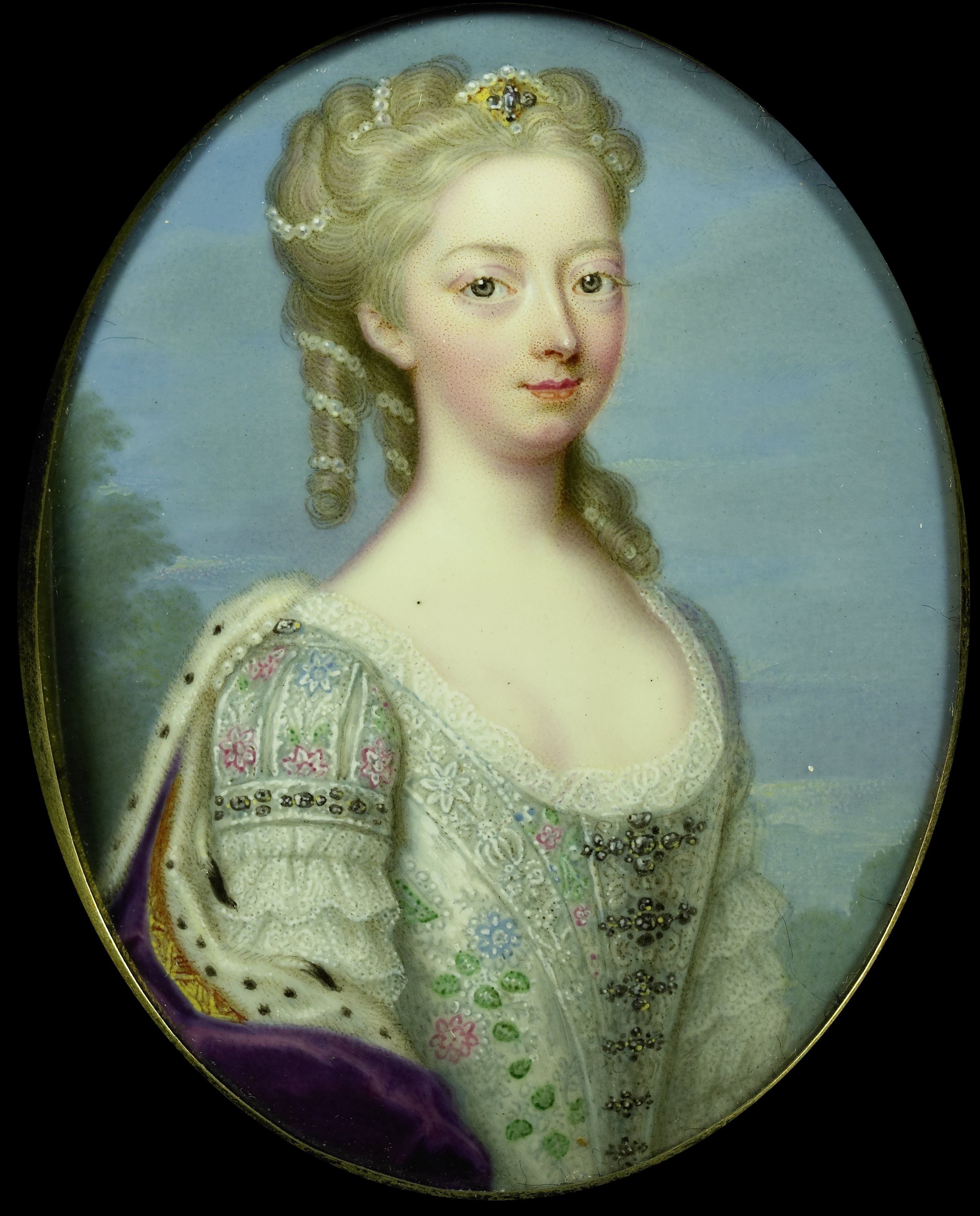
Anna, Principessa Reale

| Ruolo                   | Voce                  | Cast della prima, 13 marzo 1734 |
| ----------------------- | --------------------- | ------------------------------- |
| Apollo                  | mezzosoprano castrato | Giovanni Carestini              |
| Clio, una musa          | soprano               | Anna Maria Strada               |
| Orfeo                   | soprano castrato      | Carlo Scalzi                    |
| Calliope, una musa      | mezzosoprano          | Margherita Durastanti           |
| Clori, una cacciatrice  | contralto             | Maria Caterina Negri            |
| Euterpe, ana musa       | soprano               | Rosa Negri                      |
| Marte                   | basso                 | Gustavus Waltz                  |
| Coro di ninfe e pastori |                       |                                 |

## Trama

### Parte 1
La scena rappresenta Parnaso, dove le Muse e il dio Apollo sono riuniti per celebrare il matrimonio del principe Peleo, un mortale e Teti, una ninfa del mare. Giunge anche Orfeo, figlio di Apollo e famoso per la musica, per i festeggiamenti del matrimonio. Clio, musa della storia, ricorda ad Apollo un episodio nella sua vita amorosa, quando, innamorato della ninfa Dafne, l'aveva perseguitata con intenti lussuriosi, ma lei aveva pregato gli dei di essere risparmiata ed era stata trasformata in un albero di alloro. Come imbarazzato da questa storia, Apollo invita tutti ad unirsi a lui nel bere in lode di Bacco. Marte, dio della guerra, guida tutti in una canzone sul bere e Clio si fa prendere dallo spirito della festa, tanto che comincia a sentirsi ubriaca, per il gran divertimento della madre di Orfeo, Calliope, musa della poesia epica e del coro.

### Parte 2
Le muse cantano a loro volta in lode di grande padronanza di Orfeo dell'espressione musicale. Orfeo, tuttavia, è ancora inconsolabile per la perdita della sua amata moglie Euridice. Egli era disceso nel mondo degli inferi per salvarla dopo la sua morte, ma l'aveva persa per la seconda volta quando non era riuscito a trattenersi, come gli era stato raccomandato dal dio degli inferi, da guardarla finché non fosse stato di nuovo nel paese dei vivi. Apollo e le Muse dicono ad Orfeo che il suo amore per Euridice ispirerà tutte le generazioni future e l'amore della coppia reale Peleo e Teti benedirà tutta la terra. Apollo ordina ai Tritoni di soffiare sulle loro conchiglie, rappresentate dai corni nell'orchestra, per inaugurare i festeggiamenti di nozze.

### Parte 3

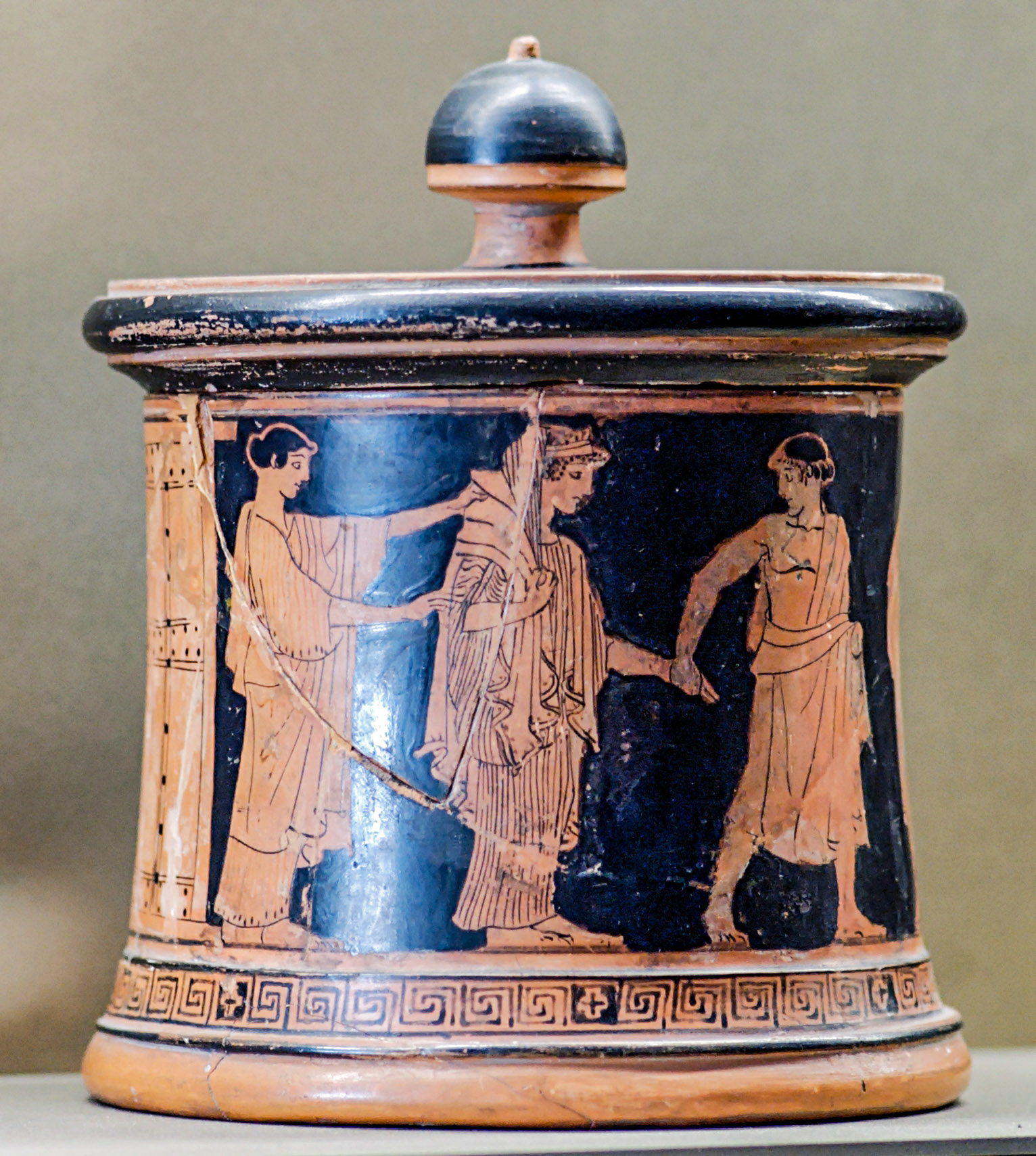
Peleo e Teti, Louvre

Dei e muse, ninfe e pastori, si uniscono alle celebrazioni del matrimonio di Peleo e Teti, augurando lunga vita agli sposi novelli, sperando che essi saranno un esempio di virtù per il mondo, e profetizzando che metteranno al mondo una serie di eroi. Lo stesso Giove ha proclamato, dice il coro, che la coppia reale vivrà per sempre felice e contenta.

## Caratteristiche musicali
Alla sua solita orchestra d'opera di archi, fagotti, oboi e strumenti del basso continuo, Händel per il Parnasso in festa aggiunge flauti, corni, flauti dolci, trombe, e timpani. La musica del solenne oratorio biblico Athalia fu abilmente rielaborata da Händel all'interno di un intrattenimento profano a tema pagano com'è Parnasso in festa. Paul Henry Lang definisce "allegro e lussurioso" il coro dei cacciatori "O quando bello gloria" e loda il canto di Apollo ai fiori e ai fauni "Non tardate fauni" come "Händel al suo meglio nel pastorale". Nonostante la natura spensierata e celebrativa del pezzo, la musica per il lamento di Orfeo per la moglie perduta è profonda e molto sentita, con l'unico recitativo accompagnato, normalmente usato da Händel per i passaggi più emozionanti di un lavoro. Un numero di passaggi strumentali a solo per violoncello, flauto, oboe e fagotto, "offre infinite piacevoli sorprese".

## Storia delle esecuzioni
Il lavoro fu molto apprezzato dal pubblico, gli amici e sostenitori di Händel e la stampa. Un avviso in un giornale di Londra, The Bee, diceva: "Nuova Serenata ieri sera di Mr Handell... è stata accolta con grandi applausi; il pezzo contiene l'armonia più squisita mai ascoltata da un palco e la disposizione degli esecutori era studiata in un modo molto ampio e magnifico." Il pezzo fu così popolare e di successo che Händel lo riprese per le sue stagioni nel 1737, 1740, e 1741. Tuttavia dopo queste esecuzioni, nel corso della vita di Händel, Parnasso in festa non fu mai più eseguito di nuovo fino al 1972 a Londra con la Händel Opera Society. Con il crescente interesse, a partire dagli anni 1960, per la musica barocca ed il nuovo concetto di esecuzione musicale storicamente consapevole, il pezzo viene ora eseguito molto più spesso. Tra gli altri spettacoli, Parnasso in Festa fu eseguito dalla New Chamber Opera UK nel 1997 ed allo Festival Händel di Halle nel 2014.

## Registrazioni
- Carolyn Sampson, soprano, Diana Moore, soprano, Lucy Crowe, soprano, Rebecca Outram, soprano, Ruth Clegg, contralto, Peter Harvey, basso, The King's Consort, direttore Matthew Halls,  (x1), Hyperion Records CD A67701/2